# Луцький базовий медичний коледж
Луцький базовий медичний коледж — державний медичний навчальний заклад у Луцьку.

## Історія
Луцький базовий медичний коледж розпочав свою діяльність 15 жовтня 1944 року як Луцька трирічна фельдшерська школа, яка у 1955 році була перейменована в медичне училище, а з 2002 року — це перший державний медичний коледж на Волині.
За роки діяльності заклад підготував понад 8 тисяч кваліфікованих молодших медичних сестер, лаборантів, зубних техніків, фармацевтів.
Серед випускників училища професори: Фокін Ю. М., Мосійчук М. М., Кулешов Є. В., Мітюк І. І., кандидати наук Журбенко Ю. К., Загорулько В. М., Бовтюшко В. Г., Мотуляк А. П., екс-заступник міністра закордонних справ України А. Д. Бутейко.
Сьогодні у коледжі навчається близько 700 студентів. Щорічно зі стін коледжу виходить 210 — 240 молодших спеціалістів, які стають гідною зміною досвідчених медичних працівників.
Підготовка фахівців здійснюється у 3-х навчальних корпусах. У коледжі навчання проводиться в 40-а аудиторіях, кабінетах і лабораторіях. До послуг студентів два комп'ютерні класи, бібліотека з читальною залою. Кабінети оснащені сучасним обладнанням, приладами, муляжами, фантомами для проведення медичних маніпуляцій.
Основними клінічними базами є обласна клінічна лікарня, міська клінічна лікарня, обласна інфекційна лікарня, госпіталь інвалідів війни, ВОДТМО, «Хоспіс». На базах цих основних ЛПЗ обладнані і функціонують 14 навчальних кімнат. Кабінети на базах забезпечені обладнанням, інструментарієм, предметами догляду за пацієнтами. До послуг студентів два комп'ютерні класи, бібліотека з читальною залою. Кабінети оснащені сучасним обладнанням, приладами, муляжами, фантомами для проведення медичних маніпуляцій.
Свідченням високого професіоналізму викладачів є відзнаки на обласних виставках передових педагогічних технологій «Творчі сходинки педагогів Волині», «Інновації та досвід» та зайняті призові місця на Всеукраїнських конкурсах фахової майстерності «Найкраща медсестра», «Найкращий фармацевт». 2005 року за результатами складання ліцензованого інтегрованого іспиту Крок-М «Сестринська справа» коледж посів перше місце в Україні.
Стано м на 2011 рік у коледжі навчалося близько 700 студентів. Щорічно зі стін коледжу виходить 210 — 240 молодших спеціалістів.

## Основними клінічними базами є
- обласна клінічна лікарня;
- міська клінічна лікарня;
- обласна інфекційна лікарня;
- госпіталь інвалідів війни;
- ВОДТМО;
- «Хоспіс».

На базах цих основних ЛПЗ обладнані і функціонують 14 навчальних кімнат. Кабінети на базах забезпечені обладнанням, інструментарієм, предметами догляду за пацієнтами.

## Напрями
Форма навчання: денна

### Підготовка бакалаврів
- Медицина

### Підготовка молодших спеціалістів
- Медицина
- Фармація

## Відомі випускники

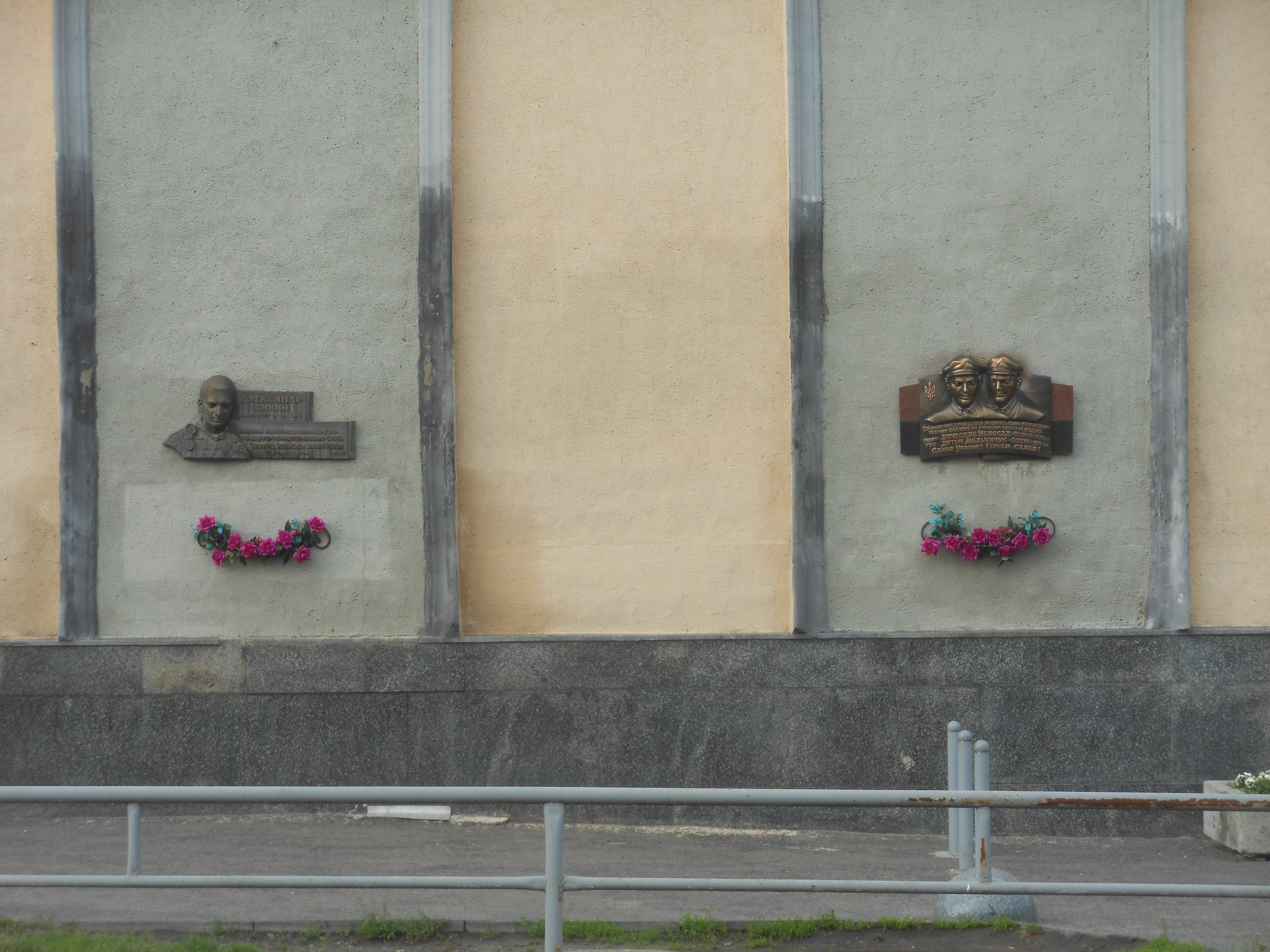
Пам'ятна дошка Сивому О.А. встановлена 05.05.2016 на будинку Луцького медколеджу

- Сивий Олександр Анатолійович (1991-2014) — рядовий МВС України, учасник російсько-української війни, загинув в боях за Іловайськ.